# Parco nazionale del Khunjerab

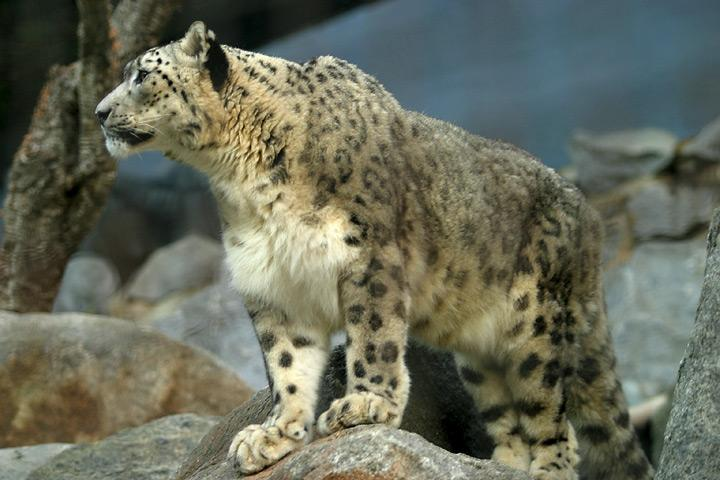
Un esemplare di leopardo delle nevi, una specie minacciata rintracciabile nel Khunjerab National Park

Il parco nazionale del Khunjerab è un parco nazionale nei Territori del Nord del Pakistan. È tra i parchi posti a più elevata altitudine al mondo e protegge l'habitat di molte specie animali minacciate di estinzione come il Leopardo delle nevi, la pecora di Marco Polo e lo stambecco himalayano.
È anche una delle regioni montane pakistane più importanti in fatto di biodiversità tanto che il World Wide Fund for Nature (WWF) del paese sta sviluppando un piano per proteggerne la flora coinvolgendo le comunità locali. Obiettivo del piano è di porre sotto controllo i pascoli e aumentare la popolazione delle specie più minacciate (Leopardo delle nevi, pecora di Marco Polo e pecora blu).